# 中国人民解放軍総後勤部
中国人民解放軍総後勤部は、中国人民解放軍の後方勤務（兵站）部門を一元管理する機関であった。2016年1月11日、中国共産党中央軍事委員会後勤保障部（zh:中央军委后勤保障部）に改組された。

## 機構
部長
政治委員
副部長×3人
副政治委員

### 内部部局
- 司令部
- 政治部
- 財務部
- 軍需物資油料部
- 衛生部
- 軍事交通運輸部
- 基建営房部
- 解放軍審計署

### 直属機関
- 武漢後方基地
- 後勤指揮学院 - 北京
- 後勤工程学院 - 重慶
- 第二軍医大学 - 上海
- 第三軍医大学 - 重慶
- 第四軍医大学 - 陝西西安
- 軍事経済学院 - 湖北武漢
- 軍事交通学院 - 天津
- 軍事医学科学院 - 北京
- 解放軍総医院 - 北京
- 解放軍第301医院

## 歴代総後勤部長
1. 楊立三（1949.6 - 1952.10）
2. 黄克誠（1952.10 - 1957.5）
3. 洪学智（1957.5 - 1959.10）
4. 邱会作（1959.10 - 1971.9）
5. 張宗遜（1973.6 - 1978.2）
6. 張震（1978.2 - 1980.1）
7. 洪学智（1980.1 - 1987.11）
8. 趙南起（1987.11 - 1992.11）
9. 傅全有（1992.11 - 1995.9）
10. 王克（1995.9 - 2002.11）
11. 廖錫竜（2002.11 - 2012.10）
12. 趙克石 （2012.10 - ）